# To Heart
To Heart (トゥハート, Tu Hāto) est un jeu vidéo de type visual novel pour adultes développé par Leaf et édité par Aquaplus, sorti en 1997 sur Windows. To Heart est le troisième volume de la série Leaf Visual Novel Series. Un portage contenant quelques bonus par rapport à la version d'origine a vu le jour sur PlayStation en 1999. Toutes les scènes au contenu érotique ont été supprimées. Une seconde version Windows, basée sur le portage PlayStation a ensuite été commercialisée. De nombreux produits dérivés ont vu le jour, notamment un manga, un anime et un Drama CD.
Il est doté d'une suite nommée To Heart 2.

## Système de jeu
To Heart est un visual novel qui met le joueur aux commandes de Hiroyuki Fujita. Comme dans la majorité des jeux de ce genre, le scénario est une composante très importante du jeu. Ainsi, il faudra suivre le scénario via des bulles de dialogue accompagnées d'illustrations représentant le personnage avec qui Hiroyuki Fujita discute.
Hiroyuki Fujita étant un jeune adolescent, le scénario se concentre sur la vie scolaire. Chaque journée est donc décomposée en 4 segments : Le chemin vers l'établissement scolaire, les cours, le retour de l'établissement scolaire et l'après-midi après le retour.
À cela viennent se greffer quatre types d'évènements possibles :
- Les évènements automatiques, qui sont nécessaires à l'intrigue ;
- Les évènements où il faudra avoir rempli certaines conditions au préalable ;
- Les évènements se produisant lorsque le joueur aura rencontré un personnage un nombre prédéterminé de fois ;
- Les évènements qui se déclenchent lorsque deux personnages entrent en conflit en fonction de leur niveau d'affection envers Hiroyuki Fujita.

Le joueur devra donc faire des choix afin de se lier d'affection ou non avec les filles de son entourage. Chacune des héroïnes possède une fin, mais il est possible de déclencher la « mauvaise fin » si le joueur est incapable de poursuivre l'une des fins.
En plus du mode Scénario, il est possible d'accéder à 3 mini-jeux :
- « Heart by Heart », un jeu de plates-formes dans des niveaux statiques, où il faudra éliminer tous les ennemis.
- « CircleTriangleSquareCross », un jeu de puzzle similaire à Puyo Puyo où il faudra former des lignes ou des colonnes avec le même symbole.
- « Ojō-sama wa Majō », un shoot 'em up à scrolling horizontal

Trois autres mini-jeux sont accessibles à des moments clefs du scénario.

## Personnages
To Heart comporte 13 personnages principaux :
Hiroyuki Fujita (藤田 浩之, Fujita Hiroyuki)
Le personnage que le joueur devra contrôler. Il est paresseux, mais très serviable. Il est timide et a souvent du mal à avouer ses sentiments pour les protagonistes féminins. C'est aussi l'ami d'enfance d'Akari.
Akari Kamigishi (神岸 あかり, Kamigishi Akari)
L'amie d'enfance de Hiroyuki, dont elle est éperdument amoureuse. Elle est de nature très enfantine dans le jeu vidéo, et se passionne pour les ours en peluche. Elle va réveiller Hiroyuki tous les matins avant d'aller à l'école. Dans l'anime To Heart: Remember My Memories, Akari est beaucoup plus mature et mélancolique.
Shiho Nagaoka (長岡 志保, Nagaoka Shiho)
Une amie du collège d'Akari et Hiroyuki. Bien qu'elle soit un garçon manqué, Shiho a du mal à avouer ses sentiments envers Hiroyuki. Elle a aussi tendance à extrapoler la réalité.
Multi (HMX-12) (マルチ, Maruchi)
Une androïde créée pour remplir la fonction de domestique. Elle a été envoyée au lycée de Hiroyuki pour apprendre à agir comme une humaine.
Tomoko Hoshina (保科 智子, Hoshina Tomoko)
C'est la déléguée de classe. Elle est très sérieuse et responsable. Elle essaye de cacher ses problèmes familiaux, notamment entre ses parents.
Serika Kurusugawa (来栖川 芹香, Kurusugawa Serika)
Membre d'une famille riche, elle est passionnée par les arts occultes. Elle est souvent accompagnée par son majordome. C'est quelqu'un de réservé, et d'humeur morose.
Ayaka Kurusugawa (来栖川 綾香, Kurusugawa Ayaka)
C'est la sœur cadette de Serika, mais son comportement diffère complètement. Ayaka est souvent de bonne humeur. Elle est dans une école différente de Hiroyuki.
Lemmy Miyauchi (宮内レミィ, Miyauchi Remii)
Moitié américaine, moitié japonaise, Lemmy a beaucoup de mal avec la langue Japonaise, ce qui la met souvent dans des situations embarrassantes. Elle a aussi tendance à trop utiliser le mot « fantastique ».
Aoi Matsubara (松原 葵, Matsubara Aoi)
Aoi pratique différents arts martiaux, notamment les « Extreme Rules ». Elle idolâtre Ayaka qui est aussi une grande pratiquante d'arts martiaux.
Kotone Himekawa (姫川 琴音, Himekawa Kotone)
C'est une fille dotée de pouvoirs psychiques, qu'elle ne contrôle pas totalement. Elle a d'abord eu un coup de foudre pour Masashi, mais elle finit par tomber amoureuse d'Hiroyuki. Elle aime les Udon par-dessus tout.
Rio Hinayama (雛山 理緒, Hinayama Rio)
Rio est une fan de Shōjo et fait beaucoup de travail à temps partiel. Elle se débloque une fois que le joueur aura fini le jeu avec Akari.
Masashi Sato (佐藤 雅史, Satō Masashi)
Masashi est le meilleur ami de Hiroyuki. Dans To Heart: Remember My Memories, il dit être amoureux d'Akari. L'un de ses loisirs préféré est le football.
Serio (HMX-13) (セリオ, Serio)
Serio est la sœur cadette de Multi. Contrairement à sa sœur, elle est particulièrement douée dans son rôle de domestique. Par ailleurs, elle s'entend mal avec Multi. Elle a un rôle majeur dans To Heart: Remember My Memories.

## Adaptations

### Manga
Une adaptation en manga reprenant le scénario du jeu a vu le jour entre 1997 et 1999 dans Dengeki Daioh. Elle a ensuite été compilée en 3 volumes aux éditions Dengeki Comics.
Une seconde adaptation basée sur l'anime To Heart: Remember My Memories a été publiée dans Dengeki Daioh à partir de 2004.

### Anime
Une adaptation en anime a été réalisée par Oriental Light and Magic et diffusée en 1999 au Japon. Elle se base sur la relation entre Hiroyuki Fujita et Akari Kamigishi. S'ensuivirent 6 OAV de 5 minutes où l'on retrouve les protagonistes en style super deformed.

#### To Heart: Remember My Memories
Une seconde adaptation, faisant office de suite au premier anime nommée To Heart: Remember My Memories a été produite par Oriental Light and Magic. Elle prend place quelque temps après les évènements de la première série, et inclut des personnages de To Heart 2.

## Réception
- Famitsu : 30/40[4]